# 栗颈凤鹛
又称印支凤鹛，是雀形目绣眼鸟科的一种鸟类。

## 特征
栗颈凤鹛体重约11.8克，翼长约63.8毫米，嘴峰长约11.4毫米，喙宽度约3毫米，喙厚度约3.5毫米，跗蹠长约18毫米，尾长约59毫米。栗颈凤鹛在其分布区内为留鸟，其栖息在半开放的高大树木组成的森林中，食性为肉食性，主要食物来源是陆生无脊椎动物。

## 分布
泰国北部高原至中国南部和北印度支那。